# ジョーダン・194
ジョーダン・194 (Jordan 194) は、ジョーダン・グランプリが1994年のF1世界選手権参戦用に開発したフォーミュラ1カー。設計者はゲイリー・アンダーソンとスティーブ・ニコルズ。1994年の開幕戦から最終戦まで実戦投入された。

## 概要

### 開発
194の完成は早く、1月11日に公開された。193の後継マシンとして開発され、引き続き6速横置きギアボックスを用いたセミオートマチックトランスミッションとハート製エンジンを搭載する。チームにとって初めて2年連続で同じエンジンを積むことになり、アンダーソンは「毎年エンジンを変えてはマシン後部の設計をやりなおしていたので、開発プログラムを進めるうえで熟成させるという事が可能になり、余裕が持てて助かった。」と述べている。また、「191以降の192と193は、言い方は悪いが191の奇形化で私としては本来作りたいマシンとは違う方向に行かざるを得なかった。これを194では断ち切って、シンプルで美しいマシンへと戻すことが出来た。ノーズを再び低くしたのは、あまり高くしてしまうとドライバーの足が高くなりすぎるというのが私の意見だ。美しさに欠けると思う。重心も低くしたいので、今でも一番優れているパッケージだと確信している191のスタイルに戻した。」と吊り下げ式のフロントウィングから従来のトーショナルウイングに戻した理由について語った。194の大きな特徴は、ジョーダンが191でF1参戦開始以来の特色であったフロントのモノショックを止め、ツインショックを採用していた事であった。この理由は「ノンロール化にこだわってモノショックを続けていたが、ドライバビリティとセッティングの幅を広げることを優先することにした。」ためであった。

### 1994年シーズン
ドライバーはルーベンス・バリチェロと、前年の日本GPから起用したエディ・アーバインを継続して起用した。アーバインが開幕戦ブラジルGPでの多重クラッシュの原因であると判定され3戦の出場停止処分を受けたため、第2戦パシフィックGPは鈴木亜久里、第3戦サンマリノGPと第4戦モナコGPはアンドレア・デ・チェザリスがアーバインの代役として出走した。
ハートエンジンのスピード不足と信頼性不足の影響で計17回リタイヤを喫し、ダウンフォース不足にも悩まされた。バリチェロは「確かに193よりタイムは出るんだけど、194は乗りにくいし、何かが足りない」と語った。それでも、バリチェロがパシフィックGPでチームのF1初表彰台となる3位を獲得、さらに第11戦ベルギーGPで初のポールポジションをもたらした。アーバインも3度ポイント獲得する速さを見せ、スポット参戦したデ・チェザリスはモナコGPで4位入賞と活躍を演じた。年間を通じて28ポイントを獲得し、コンストラクターズも初参戦だった1991年以来となる5位に返り咲いた。

## スペック

### シャーシ
- シャーシ名 194
- 前トレッド 1,665mm
- 後トレッド 1,600mm
- ホイールベース 2,950mm
- 重量 515kg
- クラッチ AP
- ホイール O・Z
- タイヤ グッドイヤー

### エンジン
- エンジン名 ハート1035
- 気筒数・角度 V型10気筒・72度
- 排気量 3,500cc
- スパークプラグ ユニパート
- 燃料・潤滑油 サソル

## 記録
| 年     | No. | ドライバー     | 1   | 2   | 3   | 4   | 5   | 6   | 7   | 8   | 9   | 10  | 11  | 12  | 13  | 14  | 15  | 16  | ポイント | ランキング |
| 年     | No. | ドライバー     | BRA | PAC | SMR | MON | ESP | CAN | FRA | GBR | GER | HUN | BEL | ITA | POR | EUR | JPN | AUS | ポイント | ランキング |
| ------ | --- | -------------- | --- | --- | --- | --- | --- | --- | --- | --- | --- | --- | --- | --- | --- | --- | --- | --- | -------- | ---------- |
| 1994年 | 14  | バリチェロ     | 4   | 3   | DNQ | Ret | Ret | 7   | Ret | 4   | Ret | Ret | Ret | 4   | 4   | 12  | Ret | 4   | 28       | 5位        |
| 1994年 | 15  | アーバイン     | Ret | EX  | EX  | EX  | 6   | Ret | Ret | Ret | Ret | Ret | 13  | Ret | 7   | 4   | 5   | Ret | 28       | 5位        |
| 1994年 | 15  | 鈴木           |     | Ret |     |     |     |     |     |     |     |     |     |     |     |     |     |     | 28       | 5位        |
| 1994年 | 15  | デ・チェザリス |     |     | Ret | 4   |     |     |     |     |     |     |     |     |     |     |     |     | 28       | 5位        |

- 太字はポールポジション、斜字はファステストラップ、DNQは予選不通過、EXは出場停止。(key)

## 参照
1. ↑  “STATS F1 - Jordan 194”.   Statsf1.com. 2010年8月23日閲覧。
2. 1 2  ゲーリー・アンダーソン「全仕事」至高へのエゴイズム TYPE 194 F1グランプリ特集 vol.75 79頁 ソニーマガジンズ 1995年9月16日発行
3. ↑  JORDAN アーバイン加入 テストも順調に　F1グランプリ特集 Vol.57 43頁 ソニーマガジンズ 1994年3月16日発行